# Thomas Ravelli
Thomas Ravelli (Växjö, 13 augustus 1959) is een Zweedse oud-voetbalkeeper en oud-recordinternational. Ravelli verdedigde het doel van het Zweeds voetbalelftal 143 maal. In de Zweedse hoogste divisie (Allsvenskan) speelde hij 430 wedstrijden, hetgeen ook een record is.

## Biografie
Ravelli's vader was een arts uit het Italiaanse Zuid-Tirol en zijn moeder was afkomstig uit het Oostenrijkse Karinthië, hetgeen zijn on-Zweedse achternaam verklaart. Hij heeft een tweelingbroer Andreas, waarmee hij samenspeelde bij Östers IF. Ravelli is getrouwd en heeft drie kinderen. Na zijn actieve carrière trad hij in dienst bij zijn oude club IFK Göteborg en is hij actief in het lezingencircuit. Daarnaast is hij een graag geziene gast in talkshows en als keeper bij benefietwedstrijden.

## Clubcarrière
Ravelli begon zijn voetbalcarrière als semi-professional bij Östers IF in 1979. In zijn tijd bij Öster werd hij twee keer kampioen van Zweden, waarbij hij in 1981 tot speler van het jaar werd uitgeroepen. In 1989 verliet hij Östers IF om bij IFK Göteborg te gaan spelen, waar hij een zeer succesvolle tijd meemaakte, waarin IFK zes keer kampioen van Zweden werd en in Europees verband de kwartfinale van de UEFA Champions League haalde (1994/95). In 1998 sloot Ravelli zijn clubcarrière af bij Tampa Bay Mutiny in de Amerikaanse Major League Soccer.

## Interlandcarrière
Intussen had hij op 15 februari 1981 zijn debuut gemaakt voor het Zweeds voetbalelftal in de met 
1-2 verloren wedstrijd tegen Finland. Met het Zweeds voetbalelftal wist Ravelli zich te plaatsen voor het WK 1990 in Italië, waar het in de eerste ronde zijn meerdere moest erkennen in Brazilië, Costa Rica en Schotland.
In 1992 speelde Ravelli mee op het EK in eigen land, waar Zweden de halve finales wist te halen. Twee jaar later plaatste Ravelli zich met Zweden voor het WK 1994 in de Verenigde Staten, waar hij tot een nationale held uitgroeide door in de kwartfinale tegen Roemenië een strafschop te stoppen. Hierdoor plaatste Zweden zich voor de halve finale en haalde het uiteindelijk de bronzen medaille. Ravelli besloot zijn interlandcarrière in 1997 in een met 1-0 gewonnen wedstrijd tegen Estland en kwam daarmee op een totaal van 143 interlands, een Zweeds record. In 2013 werd dit record verbroken door Anders Svensson die 148 interlands zou spelen.

## Statistieken
| seizoen                         | club                            | land                            | competitie          | duels | goals |
| ------------------------------- | ------------------------------- | ------------------------------- | ------------------- | ----- | ----- |
| 1979/89                         | Östers IF                       | Zweden                          | Allsvenskan         | 239   | 0     |
| 1989/98                         | IFK Göteborg                    | Zweden                          | Allsvenskan         | 191   | 0     |
| 1998                            | Tampa Bay Mutiny                | Verenigde Staten                | Major League Soccer | 23    | 0     |
| Bijgewerkt tot 24 februari 2011 | Bijgewerkt tot 24 februari 2011 | Bijgewerkt tot 24 februari 2011 | Totaal              | 453   | 0     |

## Erelijst
- Zweeds kampioen 1980 en 1981 met Östers IF, 1990, 1991, 1993-1996 met IFK Göteborg
- Zweeds bekerwinnaar 1991 met IFK Göteborg
- Zweeds speler van het jaar in 1981
- Halve finale EK 1992
- Derde plaats op het WK 1994